# Церква святого архістратига Михаїла (Максимівка)
Церква святого архістратига Михаїла в Максимівці — парафія і храм греко-католицької громади Збаразького деканату Тернопільсько-Зборівської архієпархії Української греко-католицької церкви в селі Максимівка Тернопільського району Тернопільської области.

## Історія церкви
Наріжний камінь для будівництва храму був освячений владикою Михаїлом Сабригою 21 липня 1991 року. Роботи зі зведення та оздоблення церкви проводилися завдяки пожертвам парафіян і завершилися освяченням храму в 2011 році, яке здійснив владика Василій Семенюк в день храмового празника.
При церкві проводиться катехизація дітей, а сама парафія підтримує тісну співпрацю з місцевою школою та органами влади.

## Парохи
- о. Григорій Єднорович,
- о. Василь Повшок (1995—2022)[джерело?],
- о. Олександр Фарилюк (з 14 серпня 2022)[джерело?].